# ناثانيل ثاير جونيور
ناثانيل ثاير جونيور (بالإنجليزية: Nathaniel Thayer, Jr.)‏ هو شخصية أعمال أمريكي، ولد في 11 سبتمبر 1808 في لانكاستر في الولايات المتحدة، وتوفي في 7 مارس 1883 في بوسطن في الولايات المتحدة.